# Hauteville-la-Guichard
Hauteville-la-Guichard es una comuna francesa situada en el departamento de La Mancha, en la región de Normandía. 

## Demografía
| 529 | 463 | 374 | 374 | 358 | 372 | 465 |
| Para los censos de 1962 a 1999 la población legal corresponde a la población sin duplicidades (Fuente: INSEE [Consultar]) |     |     |     |     |     |     |